# 罗恩·布莱克尼
罗恩·布莱克尼（英語：Ron Blackney，1933年4月23日—2008年6月14日），澳大利亚男子田径运动员。他曾代表澳大利亚参加1962年大英帝国和英联邦运动会田径比赛，获得男子3000米障碍赛铜牌。